# Tom Veelers
Tom Veelers (Ootmarsum, 14 september 1984) is een Nederlands voormalig wielrenner.

## Biografie
Veelers werd in 1998 lid van de Oldenzaalse Wielerclub en debuteerde in 2004 als amateur onder de hoede van Han Vaanhold in de Löwik Meubelen-Tegeltoko ploeg. Daar wint hij de Berliner Rundfahrt voor renners onder de 23 jaar. Als inkomstenbron werkt hij als fietsenmaker in Borne. Na twee seizoenen maakte hij de overstap naar het opleidingsteam van Rabobank van Nico Verhoeven waar hij zich als renner verder ontwikkelde.

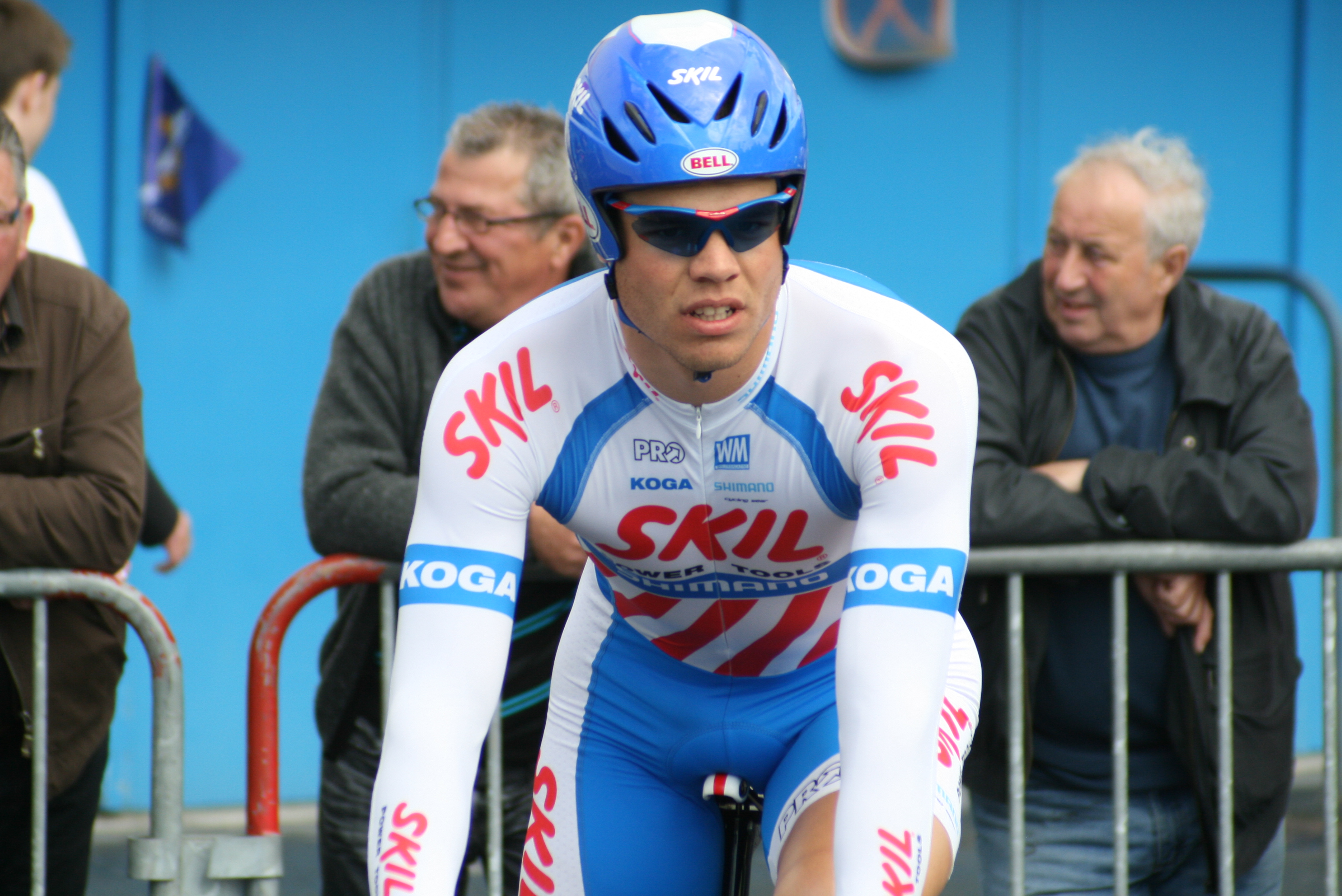
Tom Veelers tijdens de Vierdaagse van Duinkerke 2009

In 2008 debuteerde Veelers bij de profs bij Skil-Shimano, vanaf 2015 Team Giant-Alpecin genoemd.
Hoewel hij zelf ook redelijk rap kan aankomen, ligt zijn kracht vooral in het aantrekken van de sprint voor pure sprinters als Marcel Kittel, John Degenkolb en Kenny van Hummel.
In 2012 maakte hij zijn debuut in de Ronde van Frankrijk. In eerste instantie bestond zijn taak uit het aantrekken van de sprint voor Marcel Kittel. De Duitse renner kampte echter vanaf de tweede etappe met maagproblemen, waardoor Veelers werd uitgespeeld als sprinter. In de sprints waarin hij deelnam sprintte hij naar een vierde, een derde en een zesde plek. In de twaalfde etappe verliet Veelers de Tour.
In 2013 reed Veelers opnieuw de Ronde van Frankrijk als sprint-aantrekker van Kittel. Tijdens de tiende etappe kwam hij vlak voor de eindstreep ten val na een botsing met Mark Cavendish; later in de ronde valt hij uit als gevolg van zijn verwondingen. Deze valpartij en de nasleep daarvan vormen een belangrijke rode draad in de documentairefilm Nieuwe Helden.
In 2014 rijdt Veelers zijn derde Tour, dit keer haalt hij wel de eindstreep in Parijs. Voor 2015 is hij wegens een knieblessure en de revalidatie niet actief. Zijn contract bij Giant-Alpecin was verlengd tot 2018 maar eind 2016 maakte Veelers bekend zijn loopbaan te beëindigen wegens aanhoudende knieklachten.
Naast dat Veelers ploegleider is bij de KNWU, zou hij vanaf 2022 als ploegleider bij de Nederlandse Continentale wielerploeg VolkerWessels Cycling Team actief zijn.

## Belangrijkste overwinningen
2002
 Nederlands kampioen op de weg, Junioren
2003
Ronde van Zuid-Holland
2004
Eindklassement Berliner Rundfahrt (U23)
2005
5e etappe Ronde van Loir-et-Cher
2006
5e, 6e en 8e etappe Olympia's Tour
Eindklassement Olympia's Tour
Parijs-Roubaix voor Beloften
2007
Eindklassement OZ Wielerweekend
2008
7e etappe Ronde van het Qinghaimeer
2009
9e etappe Ronde van het Qinghaimeer
2011
3e etappe Circuit Franco-Belge
3e etappe Ronde van Hainan

## Resultaten in voornaamste wedstrijden
| Jaar | Ronde van Italië | Ronde van Frankrijk | Ronde van Spanje |
| ---- | ---------------- | ------------------- | ---------------- |
| 2008 |                  |                     |                  |
| 2009 |                  |                     |                  |
| 2010 |                  |                     |                  |
| 2011 |                  |                     | 167e             |
| 2012 |                  | opgave              |                  |
| 2013 |                  | opgave              |                  |
| 2014 | 146e             | 155e                |                  |

| Jaar | Milaan-San Remo | Gent-Wevelgem | Ronde van Vlaanderen | Parijs-Roubaix | Amstel Gold Race | Parijs-Brussel | Dwars door Vlaanderen | Kuurne-Brussel-Kuurne |  | Wereldranglijsten |
| ---- | --------------- | ------------- | -------------------- | -------------- | ---------------- | -------------- | --------------------- | --------------------- |  | ----------------- |
| 2008 |                 | 19e           |                      | 29e            | 138e             | 77e            | 19e                   |                       |  |                   |
| 2009 |                 | 41e           |                      | 56e            |                  | 5e             |                       | 16e                   |  | 237e (UWK)        |
| 2010 |                 | 87e           | 82e                  | 13e            |                  | 7e             | 8e                    |                       |  | 250e (UWK)        |
| 2011 |                 | 149e          | 112e                 | 27e            |                  |                | 15e                   |                       |  |                   |
| 2012 | 138e            |               |                      | opgave         |                  | 156e           | 51e                   | 6e                    |  |                   |
| 2013 |                 | opgave        |                      | 36e            |                  |                | 51e                   |                       |  |                   |
| 2014 |                 |               |                      |                |                  |                |                       | 68e                   |  |                   |

## Ploegen
- 2003- Cycling Team Löwik-Tegeltoko
- 2004- Löwik Meubelen-Tegeltoko
- 2005- Rabobank Continental Team
- 2006- Rabobank Continental Team
- 2007- Rabobank Continental Team
- 2008- Skil-Shimano
- 2009- Skil-Shimano
- 2010- Skil-Shimano
- 2011- Skil-Shimano
- 2012- Argos-Shimano
- 2013- Argos-Shimano
- 2014- Giant-Shimano
- 2015- Team Giant-Alpecin
- 2016- Team Giant-Alpecin